# فيك ساشي
فيك ساشي (بالإنجليزية: Vik Sahay) هو ممثل كندي بدأ مسيرته الفنية عام 1986.

## الأعمال

### أفلام
- غود ويل هانتينغ
- ذي روكر
- لم الشمل الأمريكي

### مسلسلات
- تشاك

## روابط خارجية
- فيك ساشي على موقع IMDb (الإنجليزية)
- فيك ساشي على موقع ألو سيني (الفرنسية)
- فيك ساشي على موقع أول موفي (الإنجليزية)
- فيك ساشي على موقع قاعدة بيانات الأفلام السويدية (السويدية)
- فيك ساشي على موقع قاعدة بيانات الفيلم (الإنجليزية)
- فيك ساشي على موقع كينوبويسك (الروسية)